# 구조적 예측
구조적 예측(structured prediction) 또는 구조적 출력 학습(structured output learning)은 이산 또는 실제 값이 아닌 구조화된 객체를 예측하는 지도 기계 학습 기법을 포괄하는 용어이다.
일반적으로 사용되는 지도 학습 기법과 유사하게, 구조적 예측 모델은 일반적으로 관측 데이터를 통해 학습되며, 예측된 값을 실제 값과 비교하고 이를 통해 모델 매개변수를 조정한다. 모델의 복잡성과 예측 변수의 상호 관계로 인해 모델 학습 및 추론 과정은 계산적으로 실행 불가능한 경우가 많으므로 근사적 추론 및 학습 방법이 사용된다.

## 응용 분야
자연어 문장을 파스 트리와 같은 구문적 표현으로 변환하는 문제가 대표적인 응용 분야이다. 이는 구조적 출력 영역이 가능한 모든 구문 분석 트리의 집합인 구조적 예측 문제로 볼 수 있다. 구조적 예측은 생물정보학, 자연어 처리(NLP), 음성 인식, 컴퓨터 비전 등 다양한 분야에서 사용된다.